# Iver Olaussen
Iver Olaussen (ur. 10 sierpnia 2002 w Levanger) – norweski skoczek narciarski, reprezentant klubu Byaasen IL. Medalista mistrzostw świata juniorów (2022), zimowych igrzysk olimpijskich młodzieży (2020) oraz mistrzostw kraju.

## Przebieg kariery
Początkowo uprawiał kombinację norweską – w latach 2015–2018 w dyscyplinie tej startował w zawodach FIS Youth Cup. Od sezonu 2019/2020 bierze udział w oficjalnych zawodach międzynarodowych w skokach narciarskich rozgrywanych pod egidą FIS. W grudniu 2019 zadebiutował w FIS Cupie, zajmując 26. miejsce w zawodach w Notodden. W styczniu 2020 wystartował w Zimowych Igrzyskach Olimpijskich Młodzieży 2020, w których zajął 8. miejsce indywidualnie oraz zdobył złoty medal w sztafecie mieszanej. W marcu 2020 zadebiutował w Pucharze Kontynentalnym, zajmując dwukrotnie 30. miejsce w Lahti.
Na Mistrzostwach Świata Juniorów 2021 w Lahti był 17. w konkursie indywidualnym oraz 4. w drużynowym. Rok później na Mistrzostwach Świata Juniorów 2022 w Zakopanem zajął 5. miejsce w konkursie indywidualnym, w drużynie męskiej zdobył srebrny medal, a w zmaganiach zespołów mieszanych sięgnął po brązowy krążek.
W sezonie 2022/2023 Pucharu Kontynentalnego najwyżej sklasyfikowany był na 5. lokacie, w marcu 2023 w Iron Mountain. 19 marca 2023 w Vikersund zadebiutował w kwalifikacjach do zawodów Pucharu Świata, nie uzyskując awansu do konkursu głównego. W lipcu 2023 zadebiutował w Letnim Grand Prix, zajmując 24. i 25. miejsce w Courchevel i tym samym zdobywając punkty tego cyklu. W sezonie zimowym 2023/2024 w Pucharze Kontynentalnym najwyżej znalazł się na 8. lokacie.
Olaussen jest medalistą mistrzostw kraju. Zimą 2021 zdobył srebrny medal w konkursie indywidualnym na skoczni dużej, a latem 2022 – brązowy w drużynie męskiej.

## Mistrzostwa świata juniorów

### Indywidualnie
| 2021 Lahti    | – | 17. miejsce |
| 2022 Zakopane | – | 5. miejsce  |

### Drużynowo
| 2021 Lahti    | – | 4. miejsce                                      |
| 2022 Zakopane | – | srebrny medal, brązowy medal (drużyna mieszana) |

### Starty I. Olaussena na mistrzostwach świata juniorów – szczegółowo
| Miejsce | Dzień     | Rok  | Miejscowość | Skocznia        | Punkt K | HS     | Konkurs      | Skok 1  | Skok 2  | Nota                  | Strata    | Zwycięzca         |
| ------- | --------- | ---- | ----------- | --------------- | ------- | ------ | ------------ | ------- | ------- | --------------------- | --------- | ----------------- |
| 17.     | 11 lutego | 2021 | Lahti       | Salpausselkä    | K-90    | HS-100 | indywid.     | 86,5 m  | 90,5 m  | 225,3 pkt             | 38,6 pkt  | Niklas Bachlinger |
| 4.      | 12 lutego | 2021 | Lahti       | Salpausselkä    | K-90    | HS-100 | druż.        | 87,0 m  | 86,5 m  | 901,7 pkt (207,9 pkt) | 84,5 pkt  | Austria           |
| 5.      | 3 marca   | 2022 | Zakopane    | Średnia Krokiew | K-95    | HS-105 | indywid.     | 99,0 m  | 100,0 m | 280,0 pkt             | 31,5 pkt  | Daniel Tschofenig |
| 2.      | 5 marca   | 2022 | Zakopane    | Średnia Krokiew | K-95    | HS-105 | druż.        | 101,5 m | 101,0 m | 982,7 pkt (258,4 pkt) | 55,8 pkt  | Austria           |
| 3.      | 6 marca   | 2022 | Zakopane    | Średnia Krokiew | K-95    | HS-105 | druż. miesz. | 97,5 m  | 100,0 m | 772,5 pkt (223,3 pkt) | 111,9 pkt | Austria           |

## Igrzyska olimpijskie młodzieży

### Indywidualnie
| 2020 Lozanna/ Prémanon | – | 8. miejsce |

### Drużynowo
| 2020 Lozanna/ Prémanon | – | złoty medal (sztafeta mieszana) |

### Starty I. Olaussena na igrzyskach olimpijskich młodzieży – szczegółowo
| Miejsce | Dzień       | Rok  | Miejscowość | Skocznia   | Punkt K | HS    | Konkurs       | Skok 1 | Skok 2 | Nota                  | Strata   | Zwycięzca       |
| ------- | ----------- | ---- | ----------- | ---------- | ------- | ----- | ------------- | ------ | ------ | --------------------- | -------- | --------------- |
| 8.      | 19 stycznia | 2020 | Prémanon    | Les Tuffes | K-81    | HS-90 | indywid.      | 84,5 m | 87,5 m | 229,5 pkt             | 28,2 pkt | Marco Wörgötter |
| 1.      | 22 stycznia | 2020 | Prémanon    | Les Tuffes | K-81    | HS-90 | sztaf. miesz. | 87,0 m | 87,0 m | 485,2 pkt (131,5 pkt) | –        | –               |

## Puchar Świata

### Miejsca w poszczególnych konkursach indywidualnychPucharu Świata
stan po zakończeniu sezonu 2024/2025
| Źródło | Źródło      | Źródło     | Źródło     | Źródło                 | Źródło                 | Źródło          | Źródło          | Źródło           | Źródło                       | Źródło          | Źródło              | Źródło         | Źródło        | Źródło        | Źródło        | Źródło                | Źródło                | Źródło          | Źródło          | Źródło            | Źródło            | Źródło      | Źródło     | Źródło     | Źródło            | Źródło            | Źródło          | Źródło          | Źródło      | Źródło        | Źródło        | Źródło | Źródło | Źródło | Źródło | Źródło | Źródło | Źródło | Źródło | Źródło | Źródło | Źródło | Źródło | Źródło | Źródło | Źródło | Źródło | Źródło | Źródło |
| --- | ----------- | ---------- | ---------- | ---------------------- | ---------------------- | --------------- | --------------- | ---------------- | ---------------------------- | --------------- | ------------------- | -------------- | ------------- | ------------- | ------------- | --------------------- | --------------------- | --------------- | --------------- | ----------------- | ----------------- | ----------- | ---------- | ---------- | ----------------- | ----------------- | --------------- | --------------- | ----------- | ------------- | ------------- | ------ | ------ | ------ | ------ | ------ | ------ | ------ | ------ | ------ | ------ | ------ | ------ | ------ | ------ | ------ | ------ | ------ | ------ |
| Sezon 2022/2023 |             |            |            |                        |                        |                 |                 |                  |                              |                 |                     |                |               |               |               |                       |                       |                 |                 |                   |                   |             |            |            |                   |                   |                 |                 |             |               |               |        |        |        |        |        |        |        |        |        |        |        |        |        |        |        |        |        |        |
| Wisła HS134 | Wisła HS134 | Ruka HS142 | Ruka HS142 | Titisee-Neustadt HS142 | Titisee-Neustadt HS142 | Engelberg HS140 | Engelberg HS140 | Oberstdorf HS137 | Garmisch-Partenkirchen HS142 | Innsbruck HS128 | Bischofshofen HS142 | Zakopane HS140 | Sapporo HS137 | Sapporo HS137 | Sapporo HS137 | Bad Mitterndorf HS235 | Bad Mitterndorf HS235 | Willingen HS147 | Willingen HS147 | Lake Placid HS128 | Lake Placid HS128 | Râșnov HS97 | Oslo HS134 | Oslo HS134 | Lillehammer HS140 | Lillehammer HS140 | Vikersund HS240 | Vikersund HS240 | Lahti HS130 | Planica HS240 | Planica HS240 | punkty |        |        |        |        |        |        |        |        |        |        |        |        |        |        |        |        |        |
| - | -           | -          | -          | -                      | -                      | -               | -               | -                | -                            | -               | -                   | -              | -             | -             | -             | -                     | -                     | -               | -               | -                 | -                 | -           | -          | -          | -                 | -                 | -               | q               | -           | -             | -             | 0      |        |        |        |        |        |        |        |        |        |        |        |        |        |        |        |        |        |
| Legenda |             |            |            |                        |                        |                 |                 |                  |                              |                 |                     |                |               |               |               |                       |                       |                 |                 |                   |                   |             |            |            |                   |                   |                 |                 |             |               |               |        |        |        |        |        |        |        |        |        |        |        |        |        |        |        |        |        |        |
| 1 2 3 4-10 11-30 poniżej 30 dq – dyskwalifikacja q – dyskwalifikacja w kwalifikacjach q – zawodnik nie zakwalifikował się - – zawodnik nie wystartował |             |            |            |                        |                        |                 |                 |                  |                              |                 |                     |                |               |               |               |                       |                       |                 |                 |                   |                   |             |            |            |                   |                   |                 |                 |             |               |               |        |        |        |        |        |        |        |        |        |        |        |        |        |        |        |        |        |        |

### Raw Air

#### Miejsca w klasyfikacji generalnej
| Sezon | Miejsce |
| ----- | ------- |
| 2023  | 72.     |

## Letnie Grand Prix

### Miejsca w klasyfikacji generalnej
| Sezon | Miejsce |
| ----- | ------- |
| 2023  | 71.     |

### Miejsca w poszczególnych konkursach indywidualnychLGP
stan po zakończeniu LGP 2024
| Źródło | Źródło           | Źródło        | Źródło        | Źródło      | Źródło      | Źródło          | Źródło          | Źródło            | Źródło | Źródło | Źródło | Źródło | Źródło | Źródło | Źródło | Źródło | Źródło | Źródło | Źródło | Źródło | Źródło | Źródło | Źródło | Źródło | Źródło | Źródło |
| --- | ---------------- | ------------- | ------------- | ----------- | ----------- | --------------- | --------------- | ----------------- | ------ | ------ | ------ | ------ | ------ | ------ | ------ | ------ | ------ | ------ | ------ | ------ | ------ | ------ | ------ | ------ | ------ | ------ |
| 2023 |                  |               |               |             |             |                 |                 |                   |        |        |        |        |        |        |        |        |        |        |        |        |        |        |        |        |        |        |
| Courchevel HS132 | Courchevel HS132 | Szczyrk HS104 | Szczyrk HS104 | Râșnov HS97 | Râșnov HS97 | Hinzenbach HS90 | Hinzenbach HS90 | Klingenthal HS140 | punkty |        |        |        |        |        |        |        |        |        |        |        |        |        |        |        |        |        |
| 24 | 25               | 40            | 38            | -           | -           | -               | -               | -                 | 13     |        |        |        |        |        |        |        |        |        |        |        |        |        |        |        |        |        |
| Legenda |                  |               |               |             |             |                 |                 |                   |        |        |        |        |        |        |        |        |        |        |        |        |        |        |        |        |        |        |
| 1 2 3 4-10 11-30 poniżej 30 dq – dyskwalifikacja q – dyskwalifikacja w kwalifikacjach q – zawodnik nie zakwalifikował się - – zawodnik nie wystartował |                  |               |               |             |             |                 |                 |                   |        |        |        |        |        |        |        |        |        |        |        |        |        |        |        |        |        |        |

## Puchar Kontynentalny

### Miejsca w klasyfikacji generalnej
| Sezon     | Miejsce |
| --------- | ------- |
| 2019/2020 | 106.    |
| 2021/2022 | 76.     |
| 2022/2023 | 34.     |
| 2023/2024 | 27.     |
| 2024/2025 | 82.     |

### Miejsca w poszczególnych konkursachPucharu Kontynentalnego
stan po zakończeniu sezonu 2024/2025
| Sezon 2019/2020                                                               |                   |                 |                 |                     |                     |                              |                              |                  |                  |                 |                   |                     |                     |                     |                     |                     |                     |                     |                     |                     |                |                |                |                |                |                |        |        |        |        |        |        |        |        |        |        |        |        |        |        |        |        |        |        |        |        |        |        |        |        |        |        |        |        |        |        |        |        |        |        |        |        |        |        |        |
| Vikersund HS117                                                               | Vikersund HS117   | Ruka HS142      | Ruka HS142      | Bischofshofen HS142 | Bischofshofen HS142 | Klingenthal HS140            | Klingenthal HS140            | Sapporo HS137    | Sapporo HS137    | Planica HS138   | Planica HS138     | Brotterode HS117    | Brotterode HS117    | Iron Mountain HS133 | Iron Mountain HS133 | Predazzo HS104      | Predazzo HS104      | Rena HS139          | Lahti HS130         | Lahti HS130         | punkty         | punkty         | punkty         | punkty         | punkty         | punkty         | punkty | punkty | punkty | punkty | punkty | punkty | punkty | punkty | punkty | punkty | punkty | punkty | punkty | punkty | punkty | punkty | punkty | punkty | punkty | punkty | punkty | punkty | punkty | punkty | punkty | punkty | punkty | punkty | punkty | punkty | punkty | punkty | punkty | punkty |        |        |        |        |        |
| -                                                                             | -                 | -               | -               | -                   | -                   | -                            | -                            | -                | -                | -               | -                 | -                   | -                   | -                   | -                   | -                   | -                   | -                   | 30                  | 30                  | 2              | 2              | 2              | 2              | 2              | 2              | 2      | 2      | 2      | 2      | 2      | 2      | 2      | 2      | 2      | 2      | 2      | 2      | 2      | 2      | 2      | 2      | 2      | 2      | 2      | 2      | 2      | 2      | 2      | 2      | 2      | 2      | 2      | 2      | 2      | 2      | 2      | 2      | 2      | 2      |        |        |        |        |        |
| Sezon 2021/2022                                                               |                   |                 |                 |                     |                     |                              |                              |                  |                  |                 |                   |                     |                     |                     |                     |                     |                     |                     |                     |                     |                |                |                |                |                |                |        |        |        |        |        |        |        |        |        |        |        |        |        |        |        |        |        |        |        |        |        |        |        |        |        |        |        |        |        |        |        |        |        |        |        |        |        |        |        |
| Zhangjiakou HS140                                                             | Zhangjiakou HS140 | Vikersund HS117 | Vikersund HS117 | Ruka HS142          | Ruka HS142          | Engelberg HS140              | Engelberg HS140              | Oberstdorf HS137 | Oberstdorf HS137 | Innsbruck HS128 | Innsbruck HS128   | Iron Mountain HS133 | Iron Mountain HS133 | Iron Mountain HS133 | Brotterode HS117    | Brotterode HS117    | Rena HS139          | Rena HS139          | Planica HS138       | Planica HS138       | Lahti HS130    | Lahti HS130    | Zakopane HS140 | Zakopane HS140 | Zakopane HS140 | punkty         | punkty | punkty | punkty | punkty | punkty | punkty | punkty | punkty | punkty | punkty | punkty | punkty | punkty | punkty | punkty | punkty | punkty | punkty | punkty | punkty | punkty | punkty | punkty | punkty | punkty | punkty | punkty | punkty | punkty | punkty | punkty | punkty | punkty | punkty | punkty | punkty | punkty | punkty | punkty |
| -                                                                             | -                 | -               | -               | -                   | -                   | -                            | -                            | -                | -                | 17              | 18                | -                   | -                   | -                   | -                   | -                   | -                   | -                   | -                   | -                   | -              | -              | -              | -              | -              | 27             | 27     | 27     | 27     | 27     | 27     | 27     | 27     | 27     | 27     | 27     | 27     | 27     | 27     | 27     | 27     | 27     | 27     | 27     | 27     | 27     | 27     | 27     | 27     | 27     | 27     | 27     | 27     | 27     | 27     | 27     | 27     | 27     | 27     | 27     | 27     | 27     | 27     | 27     | 27     |
| Sezon 2022/2023                                                               |                   |                 |                 |                     |                     |                              |                              |                  |                  |                 |                   |                     |                     |                     |                     |                     |                     |                     |                     |                     |                |                |                |                |                |                |        |        |        |        |        |        |        |        |        |        |        |        |        |        |        |        |        |        |        |        |        |        |        |        |        |        |        |        |        |        |        |        |        |        |        |        |        |        |        |
| Vikersund HS117                                                               | Vikersund HS117   | Ruka HS142      | Ruka HS142      | Engelberg HS140     | Engelberg HS140     | Planica HS138                | Planica HS138                | Sapporo HS137    | Sapporo HS137    | Sapporo HS137   | Eisenerz HS109    | Eisenerz HS109      | Klingenthal HS140   | Klingenthal HS140   | Rena HS139          | Rena HS139          | Iron Mountain HS133 | Iron Mountain HS133 | Iron Mountain HS133 | Iron Mountain HS133 | Zakopane HS140 | Zakopane HS140 | Lahti HS130    | Lahti HS130    | punkty         | punkty         | punkty | punkty | punkty | punkty | punkty | punkty | punkty | punkty | punkty | punkty | punkty | punkty | punkty | punkty | punkty | punkty | punkty | punkty | punkty | punkty | punkty | punkty | punkty | punkty | punkty | punkty | punkty | punkty | punkty | punkty | punkty | punkty | punkty | punkty | punkty | punkty | punkty | punkty |        |
| -                                                                             | -                 | -               | -               | -                   | -                   | -                            | -                            | -                | -                | -               | -                 | -                   | 11                  | 7                   | 16                  | 23                  | 5                   | 32                  | 27                  | 11                  | dq             | 37             | -              | -              | 156            | 156            | 156    | 156    | 156    | 156    | 156    | 156    | 156    | 156    | 156    | 156    | 156    | 156    | 156    | 156    | 156    | 156    | 156    | 156    | 156    | 156    | 156    | 156    | 156    | 156    | 156    | 156    | 156    | 156    | 156    | 156    | 156    | 156    | 156    | 156    | 156    | 156    | 156    | 156    |        |
| Sezon 2023/2024                                                               |                   |                 |                 |                     |                     |                              |                              |                  |                  |                 |                   |                     |                     |                     |                     |                     |                     |                     |                     |                     |                |                |                |                |                |                |        |        |        |        |        |        |        |        |        |        |        |        |        |        |        |        |        |        |        |        |        |        |        |        |        |        |        |        |        |        |        |        |        |        |        |        |        |        |        |
| Lillehammer HS140                                                             | Lillehammer HS140 | Ruka HS142      | Ruka HS142      | Engelberg HS140     | Engelberg HS140     | Garmisch-Partenkirchen HS142 | Garmisch-Partenkirchen HS142 | Innsbruck HS128  | Innsbruck HS128  | Sapporo HS137   | Sapporo HS137     | Sapporo HS137       | Willingen HS147     | Willingen HS147     | Lillehammer HS140   | Lillehammer HS140   | Brotterode HS117    | Brotterode HS117    | Iron Mountain HS133 | Iron Mountain HS133 | Planica HS138  | Planica HS138  | Lahti HS130    | Lahti HS130    | Zakopane HS140 | Zakopane HS140 | punkty |        |        |        |        |        |        |        |        |        |        |        |        |        |        |        |        |        |        |        |        |        |        |        |        |        |        |        |        |        |        |        |        |        |        |        |        |        |        |
| 19                                                                            | 25                | -               | -               | -                   | -                   | -                            | -                            | -                | -                | 8               | 22                | 14                  | 24                  | 36                  | 9                   | 15                  | 24                  | 16                  | -                   | -                   | 15             | 13             | 14             | 8              | -              | -              | 237    |        |        |        |        |        |        |        |        |        |        |        |        |        |        |        |        |        |        |        |        |        |        |        |        |        |        |        |        |        |        |        |        |        |        |        |        |        |        |
| Sezon 2024/2025                                                               |                   |                 |                 |                     |                     |                              |                              |                  |                  |                 |                   |                     |                     |                     |                     |                     |                     |                     |                     |                     |                |                |                |                |                |                |        |        |        |        |        |        |        |        |        |        |        |        |        |        |        |        |        |        |        |        |        |        |        |        |        |        |        |        |        |        |        |        |        |        |        |        |        |        |        |
| Zhangjiakou HS106                                                             | Zhangjiakou HS106 | Ruka HS142      | Ruka HS142      | Engelberg HS140     | Engelberg HS140     | Bischofshofen HS142          | Bischofshofen HS142          | Sapporo HS137    | Sapporo HS137    | Sapporo HS137   | Lillehammer HS140 | Lillehammer HS140   | Kranj HS109         | Kranj HS109         | Iron Mountain HS133 | Iron Mountain HS133 | Iron Mountain HS133 | Iron Mountain HS133 | Lahti HS130         | Lahti HS130         | Zakopane HS140 | Zakopane HS140 | punkty         | punkty         | punkty         | punkty         | punkty | punkty | punkty | punkty | punkty | punkty | punkty | punkty | punkty | punkty | punkty | punkty | punkty | punkty | punkty | punkty | punkty | punkty | punkty | punkty | punkty | punkty | punkty | punkty | punkty | punkty | punkty | punkty | punkty | punkty | punkty | punkty | punkty | punkty | punkty | punkty |        |        |        |
| -                                                                             | -                 | -               | -               | -                   | -                   | -                            | -                            | -                | -                | -               | 27                | 23                  | -                   | -                   | -                   | -                   | -                   | -                   | -                   | -                   | -              | -              | 12             | 12             | 12             | 12             | 12     | 12     | 12     | 12     | 12     | 12     | 12     | 12     | 12     | 12     | 12     | 12     | 12     | 12     | 12     | 12     | 12     | 12     | 12     | 12     | 12     | 12     | 12     | 12     | 12     | 12     | 12     | 12     | 12     | 12     | 12     | 12     | 12     | 12     | 12     | 12     |        |        |        |
| Legenda                                                                       |                   |                 |                 |                     |                     |                              |                              |                  |                  |                 |                   |                     |                     |                     |                     |                     |                     |                     |                     |                     |                |                |                |                |                |                |        |        |        |        |        |        |        |        |        |        |        |        |        |        |        |        |        |        |        |        |        |        |        |        |        |        |        |        |        |        |        |        |        |        |        |        |        |        |        |
| 1 2 3 4-10 11-30 poniżej 30 dq – dyskwalifikacja - – zawodnik nie wystartował |                   |                 |                 |                     |                     |                              |                              |                  |                  |                 |                   |                     |                     |                     |                     |                     |                     |                     |                     |                     |                |                |                |                |                |                |        |        |        |        |        |        |        |        |        |        |        |        |        |        |        |        |        |        |        |        |        |        |        |        |        |        |        |        |        |        |        |        |        |        |        |        |        |        |        |

## Letni Puchar Kontynentalny

### Miejsca w klasyfikacji generalnej
| Sezon | Miejsce |
| ----- | ------- |
| 2021  | 77.     |
| 2023  | 38.     |
| 2024  | 51.     |

### Miejsca w poszczególnych konkursachLetniego Pucharu Kontynentalnego
stan po zakończeniu LPK 2024
| Źródło                                                                        | Źródło             | Źródło          | Źródło          | Źródło            | Źródło            | Źródło              | Źródło              | Źródło            | Źródło     | Źródło            | Źródło            | Źródło | Źródło | Źródło | Źródło | Źródło | Źródło | Źródło | Źródło | Źródło | Źródło | Źródło | Źródło | Źródło | Źródło | Źródło |
| ----------------------------------------------------------------------------- | ------------------ | --------------- | --------------- | ----------------- | ----------------- | ------------------- | ------------------- | ----------------- | ---------- | ----------------- | ----------------- | ------ | ------ | ------ | ------ | ------ | ------ | ------ | ------ | ------ | ------ | ------ | ------ | ------ | ------ | ------ |
| 2021                                                                          |                    |                 |                 |                   |                   |                     |                     |                   |            |                   |                   |        |        |        |        |        |        |        |        |        |        |        |        |        |        |        |
| Kuopio HS127                                                                  | Kuopio HS127       | Frenštát HS106  | Frenštát HS106  | Râșnov HS97       | Râșnov HS97       | Bischofshofen HS142 | Bischofshofen HS142 | Oslo HS106        | Oslo HS106 | Klingenthal HS140 | Klingenthal HS140 | punkty |        |        |        |        |        |        |        |        |        |        |        |        |        |        |
| 22                                                                            | 26                 | -               | -               | -                 | -                 | -                   | -                   | -                 | -          | -                 | -                 | 14     |        |        |        |        |        |        |        |        |        |        |        |        |        |        |
| 2023                                                                          |                    |                 |                 |                   |                   |                     |                     |                   |            |                   |                   |        |        |        |        |        |        |        |        |        |        |        |        |        |        |        |
| Oslo HS106                                                                    | Oslo HS106         | Stams HS115     | Stams HS115     | Klingenthal HS140 | Klingenthal HS140 | Lake Placid HS100   | Lake Placid HS128   | Lake Placid HS128 | punkty     | punkty            | punkty            | punkty | punkty | punkty | punkty | punkty | punkty |        |        |        |        |        |        |        |        |        |
| 21                                                                            | 16                 | 31              | 29              | 37                | 48                | -                   | -                   | -                 | 27         | 27                | 27                | 27     | 27     | 27     | 27     | 27     | 27     |        |        |        |        |        |        |        |        |        |
| 2024                                                                          |                    |                 |                 |                   |                   |                     |                     |                   |            |                   |                   |        |        |        |        |        |        |        |        |        |        |        |        |        |        |        |
| Hinterzarten HS109                                                            | Hinterzarten HS109 | Trondheim HS138 | Trondheim HS138 | Stams HS115       | Stams HS115       | Klingenthal HS140   | Klingenthal HS140   | punkty            | punkty     | punkty            | punkty            | punkty | punkty | punkty | punkty | punkty |        |        |        |        |        |        |        |        |        |        |
| -                                                                             | -                  | 25              | 27              | -                 | -                 | -                   | -                   | 10                | 10         | 10                | 10                | 10     | 10     | 10     | 10     | 10     |        |        |        |        |        |        |        |        |        |        |
| Legenda                                                                       |                    |                 |                 |                   |                   |                     |                     |                   |            |                   |                   |        |        |        |        |        |        |        |        |        |        |        |        |        |        |        |
| 1 2 3 4-10 11-30 poniżej 30 dq – dyskwalifikacja - − zawodnik nie wystartował |                    |                 |                 |                   |                   |                     |                     |                   |            |                   |                   |        |        |        |        |        |        |        |        |        |        |        |        |        |        |        |

## FIS Cup

### Miejsca w klasyfikacji generalnej
| Sezon     | Miejsce |
| --------- | ------- |
| 2019/2020 | 133.    |
| 2021/2022 | 158.    |
| 2022/2023 | 64.     |
| 2023/2024 | 62.     |

### Miejsca w poszczególnych konkursachFIS Cupu
stan po zakończeniu sezonu 2024/2025
| Źródło                                                                        | Źródło         | Źródło           | Źródło           | Źródło           | Źródło           | Źródło           | Źródło           | Źródło           | Źródło           | Źródło        | Źródło        | Źródło        | Źródło        | Źródło               | Źródło               | Źródło         | Źródło         | Źródło         | Źródło         | Źródło       | Źródło        | Źródło        | Źródło | Źródło | Źródło | Źródło | Źródło | Źródło | Źródło | Źródło | Źródło | Źródło | Źródło | Źródło | Źródło | Źródło | Źródło | Źródło | Źródło |        |
| ----------------------------------------------------------------------------- | -------------- | ---------------- | ---------------- | ---------------- | ---------------- | ---------------- | ---------------- | ---------------- | ---------------- | ------------- | ------------- | ------------- | ------------- | -------------------- | -------------------- | -------------- | -------------- | -------------- | -------------- | ------------ | ------------- | ------------- | ------ | ------ | ------ | ------ | ------ | ------ | ------ | ------ | ------ | ------ | ------ | ------ | ------ | ------ | ------ | ------ | ------ | ------ |
| Sezon 2019/2020                                                               |                |                  |                  |                  |                  |                  |                  |                  |                  |               |               |               |               |                      |                      |                |                |                |                |              |               |               |        |        |        |        |        |        |        |        |        |        |        |        |        |        |        |        |        |        |
| Szczyrk HS104                                                                 | Szczyrk HS104  | Szczuczyńsk HS99 | Szczuczyńsk HS99 | Ljubno HS94      | Ljubno HS94      | Pjongczang HS109 | Pjongczang HS109 | Râșnov HS97      | Râșnov HS97      | Villach HS98  | Villach HS98  | Notodden HS98 | Notodden HS98 | Oberwiesenthal HS105 | Oberwiesenthal HS105 | Zakopane HS140 | Zakopane HS140 | Rastbüchl HS78 | Rastbüchl HS78 | Villach HS98 | Villach HS98  | punkty        | punkty | punkty | punkty | punkty | punkty | punkty | punkty | punkty | punkty | punkty | punkty | punkty | punkty | punkty | punkty | punkty | punkty | punkty |
| -                                                                             | -              | -                | -                | -                | -                | -                | -                | -                | -                | -             | -             | 26            | 20            | -                    | -                    | -              | -              | -              | -              | -            | -             | 16            | 16     | 16     | 16     | 16     | 16     | 16     | 16     | 16     | 16     | 16     | 16     | 16     | 16     | 16     | 16     | 16     | 16     | 16     |
| Sezon 2021/2022                                                               |                |                  |                  |                  |                  |                  |                  |                  |                  |               |               |               |               |                      |                      |                |                |                |                |              |               |               |        |        |        |        |        |        |        |        |        |        |        |        |        |        |        |        |        |        |
| Otepää HS97                                                                   | Otepää HS97    | Kuopio HS100     | Kuopio HS127     | Einsiedeln HS117 | Einsiedeln HS117 | Ljubno HS94      | Ljubno HS94      | Villach HS98     | Villach HS98     | Lahti HS100   | Lahti HS100   | Falun HS100   | Falun HS100   | Kandersteg HS106     | Kandersteg HS106     | Notodden HS98  | Notodden HS98  | Zakopane HS105 | Villach HS98   | Villach HS98 | Oberhof HS100 | Oberhof HS100 | punkty |        |        |        |        |        |        |        |        |        |        |        |        |        |        |        |        |        |
| -                                                                             | -              | 29               | 28               | -                | -                | -                | -                | -                | -                | -             | -             | -             | -             | -                    | -                    | -              | -              | -              | -              | -            | -             | -             | 5      |        |        |        |        |        |        |        |        |        |        |        |        |        |        |        |        |        |
| Sezon 2022/2023                                                               |                |                  |                  |                  |                  |                  |                  |                  |                  |               |               |               |               |                      |                      |                |                |                |                |              |               |               |        |        |        |        |        |        |        |        |        |        |        |        |        |        |        |        |        |        |
| Frenštát HS106                                                                | Frenštát HS106 | Szczyrk HS104    | Szczyrk HS104    | Einsiedeln HS117 | Einsiedeln HS117 | Kranj HS109      | Kranj HS109      | Villach HS98     | Villach HS98     | Notodden HS98 | Notodden HS98 | Szczyrk HS104 | Szczyrk HS104 | Villach HS98         | Villach HS98         | Oberhof HS100  | Oberhof HS100  | Zakopane HS140 | Zakopane HS140 | punkty       | punkty        | punkty        | punkty | punkty | punkty | punkty | punkty | punkty | punkty | punkty | punkty | punkty | punkty | punkty | punkty | punkty | punkty | punkty |        |        |
| -                                                                             | -              | -                | -                | -                | -                | -                | -                | -                | -                | 18            | 6             | -             | -             | -                    | -                    | -              | -              | -              | -              | 53           | 53            | 53            | 53     | 53     | 53     | 53     | 53     | 53     | 53     | 53     | 53     | 53     | 53     | 53     | 53     | 53     | 53     | 53     |        |        |
| Sezon 2023/2024                                                               |                |                  |                  |                  |                  |                  |                  |                  |                  |               |               |               |               |                      |                      |                |                |                |                |              |               |               |        |        |        |        |        |        |        |        |        |        |        |        |        |        |        |        |        |        |
| Szczyrk HS104                                                                 | Szczyrk HS104  | Einsiedeln HS117 | Einsiedeln HS117 | Villach HS98     | Villach HS98     | Râșnov HS97      | Râșnov HS97      | Kandersteg HS106 | Kandersteg HS106 | Notodden HS98 | Notodden HS98 | Falun HS100   | Falun HS100   | Szczyrk HS104        | Szczyrk HS104        | Oberhof HS100  | Oberhof HS100  | Zakopane HS140 | Zakopane HS140 | punkty       | punkty        | punkty        | punkty | punkty | punkty | punkty | punkty | punkty | punkty | punkty | punkty | punkty | punkty | punkty | punkty | punkty | punkty | punkty |        |        |
| -                                                                             | -              | -                | -                | -                | -                | -                | -                | -                | -                | -             | -             | 13            | 9             | -                    | -                    | -              | -              | -              | -              | 49           | 49            | 49            | 49     | 49     | 49     | 49     | 49     | 49     | 49     | 49     | 49     | 49     | 49     | 49     | 49     | 49     | 49     | 49     |        |        |
| Legenda                                                                       |                |                  |                  |                  |                  |                  |                  |                  |                  |               |               |               |               |                      |                      |                |                |                |                |              |               |               |        |        |        |        |        |        |        |        |        |        |        |        |        |        |        |        |        |        |
| 1 2 3 4-10 11-30 poniżej 30 dq – dyskwalifikacja - − zawodnik nie wystartował |                |                  |                  |                  |                  |                  |                  |                  |                  |               |               |               |               |                      |                      |                |                |                |                |              |               |               |        |        |        |        |        |        |        |        |        |        |        |        |        |        |        |        |        |        |